# NerdWallet
NerdWallet — американская финансовая компания, основанная в 2009 году Тимом Ченом и Джейкобом Гибсоном. Основной продукт компании — реклама финансовых продуктов своим пользователям.

## История
NerdWallet была основана в августе 2009 года Тимом Ченом и Джейкобом Гибсоном с первоначальными капиталовложениями в размере 800 долларов. Её первым продуктом был веб-инструмент, который предоставлял сравнительную информацию о кредитных картах. Посещаемость веб-сайта резко возросла в 2010 г. и к марту 2014 г. число пользователей веб-сайта достигло 30 миллионов . В следующем году компания привлекла 64 миллиона долларов в ходе первого раунда финансирования при оценочной стоимости в 500 миллионов долларов .
В 2016 году компания приобрела фирму по пенсионному планированию AboutLife и была оценена в 520 миллионов долларов.
В 2017 году рост компании замедлился, что привело к увольнению 11 % сотрудников.
В августе 2020 года компания вышла на рынок в Великобритании, приобретя Know Your Money, стартап из Норвича, который предоставляет аналогичный набор инструментов для сравнения и получения информации, предназначенный для людей, живущих в Великобритании.
В ноябре 2021 года компания стала публичной на фондовой бирже Nasdaq.
В июле 2022 года NerdWallet приобрёл On the Barrelhead, платформу роботов-консультантов по потребительским долгам, за 120 миллионов долларов.

## Товары и услуги
Цель компании — предоставлять информацию, которая помогает пользователям принимать финансовые решения. Представляя как обзоры, так и сравнение различных финансовых продуктов, включая кредитные карты, банковское дело, инвестиции, кредиты и страхование. В обмен на новых клиентов банки платят NerdWallet вознаграждение. Соучредитель Тим Чен сообщил, что компания стала прибыльной за счёт комиссий, которые она зарабатывала, соединяя пользователей с финансовыми продуктами и услугами.